# MAXI J1659-152
MAXI J1659-152 是NASA的史威福特太空望遠鏡在2010年9月25日發現的一顆快速旋轉的黑洞/恆星系統。在2013年3月19日，ESA的XMM-牛頓太空望遠鏡協助確認了這個一顆恆星和黑洞以2.4小時的軌道週期互繞著。
這個黑洞和恆星繞著它們的質量中心運轉著。因為恆星是較輕的天體，因此它以離質心較遠也較大的軌道環繞著，時速高達驚人的200萬公里，也就是每秒鐘555公里。這是在X射線聯星系統中所見過最快的速度。另一方面，這個黑洞的軌道速度只有150,000公里/小時（～40Km/Sec.）。
這個緊湊的黑洞質量至少是3倍太陽質量，而他的伴星是質量僅為太陽20%的紅矮星。這一對之間的距離大約只有100萬公里，與地球和太陽的距離150,000,000公里相比較，可說是非常接近。